# Heitoraí
Heitoraí is een gemeente in de Braziliaanse deelstaat Goiás. De gemeente telt 3.706 inwoners (schatting 2009).